# Villeneuve-d'Amont
Villeneuve-d'Amont là một xã trong vùng hành chính Franche-Comté, thuộc tỉnh Doubs, quận Pontarlier, tổng Levier. Tọa độ địa lý của xã là 46° 56' vĩ độ bắc, 06° 01' kinh độ đông. Villeneuve-d'Amont nằm trên độ cao trung bình là 670 mét trên mực nước biển, có điểm thấp nhất là 647 mét và điểm cao nhất là 727 mét. Xã có diện tích 14.27 km², dân số vào thời điểm 1999 là 260 người; mật độ dân số là 18 người/km².

## Thông tin nhân khẩu
| 1962 | 1968 | 1975 | 1982 | 1990 | 1999 |
| ---- | ---- | ---- | ---- | ---- | ---- |
| 264  | 268  | 261  | 214  | 257  | 260  |

## Địa điểm tham quan
Nhà thờ giáo khu Saint-Antoine được xây trong thế kỉ thứ 15, sau đó được tu bổ và cải tạo nhiều lần.